# Communauté d’agglomération de Sénart en Essonne
La communauté d'agglomération de Sénart en Essonne est une ancienne structure intercommunale française située dans le département de l’Essonne et la région Île-de-France, issue du changement de statut du Syndicat d’Agglomération Nouvelle (SAN) de Sénart-en-Essonne le 31 décembre 2015. Elle a fusionné avec les communautés d'agglomération de Évry Centre Essonne, Seine-Essonne et Sénart ainsi que la commune de Grigny pour former la communauté d'agglomération Grand Paris Sud Seine Essonne Sénart créée le 1er janvier 2016 ; la communauté d'agglomération de Sénart en Essonne n'a donc légalement existé que le 31 décembre 2015.

## Géographie

### Situation
| Type d'occupation           | Pourcentage | Superficie (en hectares) |
| --------------------------- | ----------- | ------------------------ |
| Espace urbain construit     | 18,8 %      | 546,39                   |
| Espace urbain non construit | 13,0 %      | 377,54                   |
| Espace rural                | 68,2 %      | 1 980,18                 |
| Source : Iaurif             |             |                          |

La communauté d’agglomération de Sénart en Essonne était située à l’est du département de l’Essonne. Son altitude varie entre trente-deux mètres à Saintry-sur-Seine et quatre-vingt-treize mètres à Morsang-sur-Seine.

### Composition
La communauté d’agglomération de Sénart en Essonne regroupait quatre communes :
| Code Insee  | Commune                | Maire                | Nuance politique | Population |
| ----------- | ---------------------- | -------------------- | ---------------- | ---------- |
| 91 2 32 435 | Morsang-sur-Seine      | Guy Ruben Duval      | UMP              | 510 hab.   |
| 91 2 32 573 | Saint-Pierre-du-Perray | Catherine Aliquot    | UMP              | 8 350 hab. |
| 91 2 32 577 | Saintry-sur-Seine      | Martine Cartaux Oury | UDI              | 5 093 hab. |
| 91 2 32 617 | Tigery                 | Jean Crosnier        | DVG              | 2 757 hab. |

### Démographie
| 1968 | 1975 | 1982  | 1990  | 1999   | 2006   | 2010   |
| ---- | ---- | ----- | ----- | ------ | ------ | ------ |
| -    | -    | 6 217 | 9 761 | 12 436 | 15 054 | 16 710 |

### Pyramide des âges
| Hommes | Classe d’âge | Femmes |
| ------ | ------------ | ------ |
| 0,1    | 90 ans ou +  | 0,6    |
| 3,2    | 75 à 89 ans  | 4,3    |
| 9,9    | 60 à 74 ans  | 10,3   |
| 21,2   | 45 à 59 ans  | 20,3   |
| 22,5   | 30 à 44 ans  | 24,2   |
| 18,3   | 15 à 29 ans  | 17,3   |
| 24,8   | 0 à 14 ans   | 23,1   |

| Hommes | Classe d’âge | Femmes |
| ------ | ------------ | ------ |
| 0,3    | 90 ans ou +  | 0,8    |
| 4,4    | 75 à 89 ans  | 6,7    |
| 11,3   | 60 à 74 ans  | 11,9   |
| 19,9   | 45 à 59 ans  | 20,0   |
| 21,9   | 30 à 44 ans  | 21,4   |
| 20,6   | 15 à 29 ans  | 19,2   |
| 21,7   | 0 à 14 ans   | 20,0   |

## Histoire
Le syndicat d’agglomération nouvelle de Rougeau-Sénart a été créé par l’arrêté du préfet le 25 juin 1984 avec une date d’application au 1er janvier 1985, en remplacement du syndicat communautaire d’aménagement de Rougeau-Sénart créé le 9 octobre 1974, l’un des trois SCA de la ville nouvelle de Sénart (seules cinq communes ayant quitté l’ancienne structure). Il prit en 1994 le nom de syndicat d’agglomération nouvelle de Sénart en Essonne. Le périmètre actuel fut fixé après l’adhésion effective de Saint-Pierre-du-Perray et Tigery le 25 novembre 2002 puis de Morsang-sur-Seine et Saintry-sur-Seine le 27 décembre 2002.

## Politique communautaire

### Statut
Le regroupement communal a d’abord pris la forme d’un syndicat communautaire d’aménagement, puis le statut d’un syndicat d'agglomération nouvelle. L’intercommunalité est enregistrée au répertoire des entreprises sous le code SIREN 249 100 355. Son activité est enregistrée sous le code APE 8411Z.

### Représentation

#### Présidents du syndicat d’agglomération nouvelle de Sénart en Essonne
| Période                                  | Période | Identité         | Étiquette | Qualité |
| ---------------------------------------- | ------- | ---------------- | --------- | ------- |
| 2001                                     | 2014    | Dominique Verots | PS        |         |
| 2014                                     | 2015    | Georges Pugin    | UMP       |         |
| Les données manquantes sont à compléter. |         |                  |           |         |

#### Conseil communautaire
Le conseil communautaire compte trente-trois délégués désignés par chaque conseil municipal des communes adhérentes, répartis selon l’importance de la population, soit cinq pour Morsang-sur-Seine, huit pour Tigery, neuf pour Saintry-sur-Seine et onze pour Saint-Pierre-du-Perray. Le président est assisté par dix vice-présidents.

### Compétences
La communauté d’agglomération de Sénart en Essonne dispose des compétences obligatoires fixées par la loi, le développement économique, la gestion des transports en commun, la gestion d’eau potable, le traitement des eaux usées, la gestion des équipements culturels et sportifs, la gestion de la voirie.

### Finances locales
En 2008, le syndicat d’agglomération nouvelle de Sénart en Essonne disposait d’un budget de 5 232 115 euros.
| Postes                                             | 2007         | 2008         | 2009         | 2010         | 2011         |
| -------------------------------------------------- | ------------ | ------------ | ------------ | ------------ | ------------ |
| Produits de fonctionnement                         | 7 684 000 €  | 7 211 000 €  | 7 911 000 €  | 10 815 000 € | 8 595 000 €  |
| Charges de fonctionnement                          | 6 261 000 €  | 6 974 000 €  | 6 668 000 €  | 7 199 000 €  | 7 501 000 €  |
| Ressources d’investissement                        | 18 615 000 € | 11 636 000 € | 5 579 000 €  | 5 435 000 €  | 7 669 000 €  |
| Emplois d’investissement                           | 15 607 000 € | 10 670 000 € | 5 393 000 €  | 7 763 000 €  | 8 682 000 €  |
| Dette                                              | 34 676 000 € | 38 890 000 € | 37 174 000 € | 34 933 000 € | 41 423 000 € |
| Source : Ministère de l’Économie et des Finances,. |              |              |              |              |              |

### Coopérations décentralisées
| La communauté d’agglomération de Sénart en Essonne a développé des accords de partenariat d'aide au développement avec les villes de Bușteni, Comarnic et Sinaia en Roumanie depuis 2008. | \| Saint-Pierre-du-Perray Bușteni Comarnic Sinaia \| |
| Saint-Pierre-du-Perray Bușteni Comarnic Sinaia |                                                      |

### Identité visuelle
| Logotype du Syndicat d’agglomération nouvelle de Sénart en Essonne | Le Syndicat d’agglomération nouvelle de Sénart en Essonne s’est dotée d’un logotype. |

## Pour approfondir

## Sources
1. ↑  « Arrêté n° 2015-PREF-DRCL/ n° 950 du 14 DECEMBRE 2015 portant transformation du Syndicat d’Agglomération Nouvelle (SAN) de Sénart-en-Essonne en Communauté d’Agglomération de Sénart en Essonne », sur Préfecture de l'Essonne, 14 décembre 2015 (consulté le 1er janvier 2016)
2. ↑  Fiche multicommunale d'occupation des sols en 2008 sur le site de l'Iaurif. Consulté le 16/11/2010.
3. ↑  Données démographiques communautaires sur le site de l'Insee. Consulté le 31/12/2012.
4. ↑  Pyramide des âges dans le syndicat d'agglomération nouvelle Sénart en Essonne en 2009 sur le site de l'Insee. Consulté le 08/07/2012.
5. ↑  Pyramide des âges de l’Essonne en 2009 sur le site de l’Insee. Consulté le 07/07/2012.
6. ↑  Schéma départemental d'orientation de l'intercommunalité de 2006 sur le site de la préfecture de l'Essonne. Consulté le 22/12/2012.
7. ↑  Arrêté n°02-SP1-0245 du 27 décembre 2002 paru au recueil des actes administratif sur le site de la préfecture de l'Essonne. Consulté le 20/12/2012.
8. ↑  Fiche entreprise du Syndicat d'agglomération nouvelle de Sénart en Essonne sur le site verif.com Consulté le 23/04/2011.
9. ↑  Présentation des élus sur le site officiel du syndicat. Consulté le 31/05/2009.
10. ↑  Fiche du syndicat d'agglomération nouvelle sur la base Aspic du ministère de l'Intérieur. Consulté le 31/05/2009.
11. ↑  Finances locales 2007 sur la base Alize du ministère des Finances. Consulté le 05/12/2012.
12. ↑  Finances locales 2008 sur la base Alize du ministère des Finances. Consulté le 05/12/2012.
13. ↑  Finances locales 2009 sur la base Alize du ministère des Finances. Consulté le 05/12/2012.
14. ↑  Finances locales 2010 sur la base Alize 2010 du ministère des Finances. Consulté le 05/12/2012.
15. ↑  Finances locales 2011 sur la base Alize du ministère des Finances. Consulté le 05/12/2012.
16. ↑  Fiche du partenariat avec Buşteni, Comarnic et Sinaïa sur le site du ministère français des Affaires étrangères. Consulté le 18/01/2010.